# 豹紋花蛇鰻
豹紋花蛇鰻，為輻鰭魚綱鰻鱺目糯鰻亞目蛇鰻科的其中一種，分布於東大西洋區，從加那利群島至安諾本群島海域，體長可達64.8公分，棲息在沙底質的岩石海岸，屬肉食性，生活習性不明。
种加词 pardalis 意为“豹纹的”。